# Catacauma zanthoxyli
Catacauma zanthoxyli är en svampart som beskrevs av F. Stevens 1927. Catacauma zanthoxyli ingår i släktet Catacauma och familjen Phyllachoraceae.   Inga underarter finns listade i Catalogue of Life.